# Esquirol de gola roja
L'esquirol de gola roja (Dremomys gularis) és una espècie de rosegador de la família dels esciúrids. Viu a la vall del Riu Roig (Xina i el Vietnam). Se sap molt poca cosa sobre el seu hàbitat i la seva història natural. L'holotip fou trobat a una altitud d'entre 2.500 i 3.000 msnm. Es desconeix si hi ha cap amenaça significativa per a la supervivència d'aquesta espècie.